# Coruxo Fútbol Club
El Coruxo Fútbol Club és un club de futbol de la parròquia viguesa de Coruxo, a Galícia.

## Història
El Corujo Football-Club es funda l'any 1930 a partir de la fusió entre el Corujo Sociedad Deportiva (1926) i el Mirambell Football-Club (1926). La Guerra Civil Espanyola va paral·litzar les activitats del club, que no es van reprendre fins a l'any 1946. L'any 1947 el club es va inscriure a la Federació Gallega de Futbol amb el nom de Corujo Sociedad Deportiva, a causa de la prohibició dels extrangerismes en els noms dels clubs. L'any 1954 el Corujo SD s'inscriu a la Segona Regional amb el nom de Corujo Club de Fútbol, aconseguint l'ascens a Primera Regional i l'any 1959 a Tercera Divisió, tot guanyant el Campionat d'Aficionats.
L'equip es mantindria a Tercera 8 anys, fins al 1967, aconseguint la 9a posició la temporada 1964-65. L'equip entra en una època fosca, arribant a militar a Segona Regional, fins que l'any 1980 puja a Primera Regional, la temporada següent a Regional Preferent i el 1984 s'aconsegueix el retorn a Tercera.
Aquesta segona etapa duraria 6 temporades, on es va repetir la novena posició les temporades 1985-86 i 1987-88, baixant a Preferent el 1990, any en què canvia la seva denominació a Corujo Fútbol Club.
Durant la dècada dels 1990 l'equip milita a Preferent, amb dues actuacions discretes a Tercera Divisió (temporades 1991-92 i 1995-96. L'any 1991 s'inaugura la remodelació del Campo do Vao. El 1996 el club adapta el nom en la llengua pròpia, esdevenint Coruxo Fútbol Club.
El 2003 comença una nova etapa a Tercera Divisió. Durant els set anys següents el club acabaria sempre a la meitat alta de la taula, disputant sense èxit les promocions d'ascens a Segona B els anys 2005 (essent eliminat pel Reial Oviedo), 2007 (eliminat pel Toledo) i 2008 (davant l'Alzira). La temporada 2007-08 el club va fitxar Everton Giovanella (ex del Celta), que va tornar al futbol després de superar una sanció de 2 anys. Valery Karpin també va arribar a fer la pretemporada amb el club viguès, però finalment no va fitxar i es va retirar del futbol professional.
L'any 2010 el Coruxo aconsegueix l'ascens a la categoria de bronze, superant l'Parla, la Oyonesa i el La Roda. En la seva primera temporada a Segona B, el Coruxo aconsegueix mantenir la categoria, finalitzant en 14a posició.

## Estadi
El Coruxo FC disputa els seus partits com a local al Campo do Vao, que disposa d'una superfície de joc de gespa natural de 100x65 metres i capacitat per a albergar 2.200 espectadors, distribuïts en dues grades cobertes de 1.200 i 300 places respectivament, i dues grades descobertes per a 700 places en total. L'estadi disposa també d'un camp de gespa artificial de futbol sala, cinc vestidors, gimnàs, clínica esportiva, oficines, museu, cafeteria i una carpa per a diversos esdeveniments.
Les categories inferiors del club disputen els seus partits al Campo de Fragoselo. Aquest camp disposa d'una superfície de gespa sintètica de nova generació de 90x60 metres, quatre vestidors per a equips, dos vestidors per a àrbitres i una cantina.

## Seccions esportives
A més d'un equip de futbol professional, el Coruxo compta amb un equip filial, divisions inferiors i un equip de futbol femení. També té presència en altres esports com el futbol sala (on l'equip juga a Primera Nacional), una secció de patinatge artístic i una secció de mountain bike.

## Equipació
- Equipació principal: Samarreta verda, pantaló blanc i mitges verdes.
- Equipació suplent: Samarreta vermella i blanca, pantaló vermell i mitges vermelles. Aquest disseny es va adoptar després de l'ascens a Segona B el 2010, per fer coincidir l'equipació visitant del Coruxo amb la bandera de Vigo.

## Dades del club
- Temporades a Primera: 0
- Temporades a Segona: 0
- Temporades a Segona B: 2 (comptant la 2011-12)
  - Millor posició: 14è (2010-11)
- Temporades a Tercera Divisió: 23
  - Millor posició: 2n (2006-07)
- Participacions en la Copa del Rei: 1
  - Millor resultat: 1a eliminatòria (2007-08)

### Palmarès
- Campió Copa Galicia d'Aficionats: 1958-59
- Campió de Lliga de 2a Divisió Comarcal: 1968-69
- Campió Copa Diputació de Pontevedra: 2008-09 i 2009-10
- Subcampió Copa Diputació de Pontevedra: 2007-08
- Campió Regional Preferent, grup Sud: 1983-84
- Campió de la Fase Final del Campionat de Zones de Vigo: 1956-57
- Campió de Lliga de Primera divisió de Zones de Vigo: 1954-55, 1955-56, 1956-57
- Ascens a 2a Divisió B: 2009/10